# Desecration Smile
Desecration Smile е сингъл на американската рок група Ред Хот Чили Пепърс. Това е четвъртият издаден сингъл от албума Stadium Arcadium. Първоначално песента е била малко по-дълга, но е съкратена за да може да се впише в нормалното времетраене за въртене по радиостанциите.
За пръв път песента е чута от феновете по време на концерта Bridge School Benefit през 2004. Изпълнението обаче е съществено променено след като песента излиза като сингъл.
Видеоклипът към песента е режисиран от Гюс Ван Сант.